# Philedonides
Philedonides là một chi bướm đêm thuộc phân họ Tortricinae của họ Tortricidae.

## Các loài
- Philedonides lunana (Thunberg & Borgstrm, 1784)
- Philedonides rhombicana (Herrich-Schffer, 1851)
- Philedonides seeboldiana (Rössler, 1877)